# Verjus

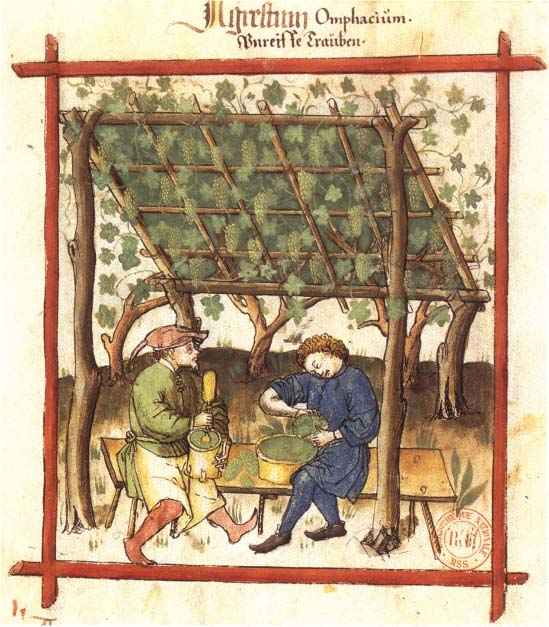
Grünernte der Trauben; Tacuinum Sanitatis (1474), Bibliothèque nationale de France

Verjus [vɛʁ.'ʒy] (aus dem  mittelfranzösischen vert jus ‚grüner Saft‘, mittelalterlich: Agrest) ist ein saurer Saft, der durch das Auspressen unreifer Trauben erzeugt wird. Verjus ist deutlich milder als Essig.
In den Küchen des französischen Périgord, in Teilen der Türkei, des Iran und der angrenzenden Länder wird Verjus als Würzmittel in der alltäglichen Küche für Zwecke verwendet, für die in Deutschland Zitronensaft oder Essig eingesetzt werden. Der Saft wurde und wird auch traditionell als Verdauungshilfe und Heilmittel angesehen.

## Geschichte
In Europa war schon zu Zeiten der griechischen Antike die heilsame Wirkung von Verjus bekannt. Bereits Hippokrates von Kos berichtete um 400 v. Chr. über die Verwendung von Verjus in der Medizin. Eingesetzt wurde er als Verdauungshilfe nach dem Genuss fettreicher Speisen und zur Behandlung von Geschwüren. In Mesopotamien ist Verjus vermutlich schon viel früher bekannt gewesen. Im  Mittelalter und in der Frühen Neuzeit war er in Europa als Säuerungs- und Würzmittel in der Küche, wie auch zum Ablöschen beim Kochen, weit verbreitet. Noch im 18. Jahrhundert wurde Verjus als Heilmittel, unter anderem wegen seiner stärkenden Wirkung auf den Magen, verwendet. Er wurde aber auch – mit Wasser vermengt – als Durstlöscher geschätzt.
Nachdem die Kreuzfahrer die Zitronen nach Europa gebracht hatten und nachdem in späterer Zeit auch überregional der Handel mit Zitronen eingesetzt hatte, verringerte sich das Interesse, bis der Verjus in Europa schließlich in die Bedeutungslosigkeit versank. In anderen Teilen der Welt, etwa in der Türkei, im Iran und in angrenzenden Ländern, konnte sich das Produkt über die Jahrhunderte in der alltäglichen Küche halten.

## Ernte
Die Trauben werden in einem Stadium geerntet, in dem sie noch nicht ganz reif sind. Bei der für Verjuserzeugung erforderlichen Grünernte ist zu beachten, dass die vorgeschriebenen Wartezeiten nach der letzten Ausbringung von Pflanzenschutzmitteln eingehalten werden. Ansonsten kann es zu nicht unerheblichen Spritzmittel-Rückständen im Produkt kommen. Des Weiteren ist der Zeitpunkt der Grünlese zu beachten, damit der Verjus ein optimales Verhältnis von Süße und Säure aufweist. Die Beeren eignen sich zur Herstellung von Verjus am besten, wenn sie gerade mit der Saftbildung begonnen haben.

## Herstellung (heute)
Die noch unreifen Trauben werden nach der Ernte ausgepresst. Zur Verarbeitung gelangen sowohl Weißwein- als auch Rotweinsorten. Nach dem Pressen wird der Saft zur Konservierung pasteurisiert und zur Fertigstellung filtriert. Manche Erzeuger favorisieren anstelle des Pasteurisierens die kaltsterile Abfüllung, von der sie sich eine bessere Erhaltung der Fruchtaromatik erwarten. Bei dieser Methode muss besonders hygienisch gearbeitet und zudem sehr fein filtriert werden.

## Eigenschaften
Es entsteht ein säuerlicher Saft, frei von Konservierungsmitteln und Zusatzstoffen, der in der modernen Küche anstelle von Zitronensaft oder  Weinessig Verwendung findet. Die Säure ist milder als die von Essig, das Aroma vielfältiger und feiner als jenes des Zitronensaftes. Die Intensität der Säure kann von Produkt zu Produkt erheblich variieren.

### Inhaltsstoffe
Maßgeblich für den feinen säuerlichen Geschmack und die würzende Wirkung des Produktes sind die Säuren Äpfel- und Weinsäure. Die Gesamtsäuregehalte von Verjus liegen zwischen 20 und 35 g/l. Die Säuren machen dabei ungefähr 70 Gewichts-Prozent des zuckerfreien Extraktes aus; der restliche Anteil wird hauptsächlich von Mineralstoffen, wie Kalium, Magnesium und Kalzium, gestellt. Weiters ist Verjus reich an Polyphenolen. Die Gehalte schwanken je nach Herkunft und Lesezeitpunkt zwischen 200 und 1440 mg/l. Die hohen Gehalte an diesen Stoffen erklären die adstringierende Wirkung und den bitter-herben Geschmack des Produktes. Da die Trauben zur Verjusproduktion zu einem sehr frühen Zeitpunkt gelesen werden, sind die Zuckergehalte bei diesem Lesetermin noch sehr niedrig. Im Handel gibt es aber durchaus Produkte, die 20 g/l und mehr Zucker enthalten.

## Weinrecht (Deutschland)
Verjus belastet das Verarbeitungsweinkontingent des Herstellers. Bei Zukauf von Trauben gilt ein normaler Ausbeutesatz von 75 %. Wird der Verjus jedoch aus eigenem Traubengut erzeugt, wird nur die tatsächlich erzielte Menge an Grünsaft dem Verarbeitungsweinkontingent belastet. Produktspezifische Vorschriften existieren bislang nicht, daher ist nach dem Lebensmittelrecht Verjus ein „Produkt eigener Art“ und es greifen die allgemeinen lebensmittelrechtlichen Vorschriften, wie Fertigpackungs-, Zusatzsstoffzulassungs- und Lebensmittelkennzeichnungsverordnung.

## Lebensmittelrecht (Österreich)
Verjus fällt in Österreich lebensmittelrechtlich weder unter Wein noch unter Traubensaft, sondern unter „Andere essigähnliche Würzmittel“.